# Magyar népi építészet
A magyar népi építészet az egykori magyarországi falusi és mezővárosi népesség, főleg a parasztság építészete, amely a magyar népművészet része.

## Története

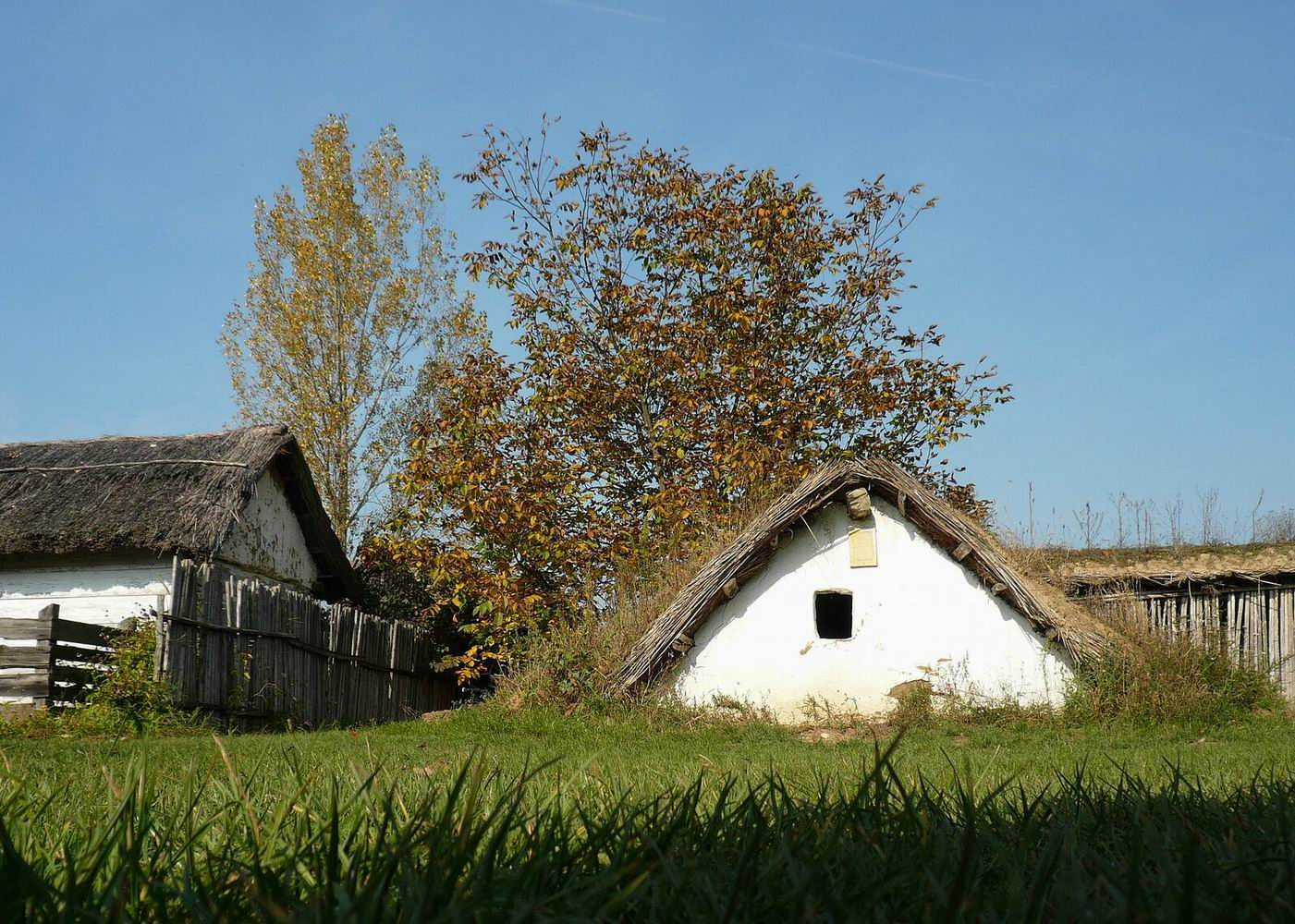
Süllyesztett vagy veremház a Sóstói Múzeumfaluban

Magyarországon a honfoglalást követő századokban a ház padlója 60–80 cm-re volt a talajfelszín alatt; a gyakran csak 3x4 méteres alapterületet kiásták, e fölé került a két irányban lejtő ún. ágasfás-szelemenes tető, a bejárat közelében levő sarokba pedig a tüzelő vagy kemence. Ez volt az ún. Árpád-kori süllyesztett vagy veremház. Az egyosztatú veremházak a 13. századig általánosak voltak Magyarország agyag, lösz vagy homok borította területein, legjellemzőbben az Alföldön. Máshol a felszíni építésű faházak, boronaházak is a népi építészet szerves részét képezték. A parasztházakban az emberek többnyire a földön, illetve a földre terített szalmán, szalmazsákon vagy gyékényszőnyegen aludtak. Mivel a parasztoknál a házban általában kevesebb fekvőhely volt, mint a család létszáma, így gyakori volt, hogy egyes családtagok az istállóban aludtak, már ahol volt.
A középkor végi Magyarországon az építkezés fő anyaga a fa vagy növényi anyag volt sokfelé, a tetőzet rendszerint zsúpfedeles volt, városon és falun egyaránt, emiatt gyakoriak voltak a tűzvészek, különösen a zsúfolt városokban. Budán és a többi nagyobb városban azonban fokozatosan terjedtek a kőből épült házak is. Üveg még csak a leggazdagabbaknál jutott az ablakra, általában fatáblát, illetve nappal szárított marhabendőt használtak. A fűtés továbbra is nagy gond volt, a kőházakban a gazdagok sem tudták kifűteni az egész lakást, ezért télen általában kis helyre, a tűzhely közelébe húzódtak vissza.
Idővel az egyhelyiséges ház a konyhával bővült (kétosztatú ház), majd a szoba ellenkező oldalán a kamrával is (háromosztatú ház). A tüzelőberendezés a sárból rakott kemence volt, amely fűtésre és sütésre egyaránt alkalmas volt. A füstjét azonban a lakóhelyiségben árasztotta szét; így a lakhely csak azután vált kellemessé, miután a tűz kialudt, a füst kiszellőzött és a kemence pedig tartotta még melegét. Később kéményt is építettek.
Magyarországon a több helyiséges házak a 14-16. századok között kezdtek elterjedni. A főzés-sütés kiszorult a lakóhelyiségből a konyhába, és a kemence most már csak a konyhát füstölte. Az otthon kényelmét már néhány bútor is szolgálta. A falak mentén a lóca húzódott, mely rendszerint földbe vert cölöpökre fektetett palló. Éjjel a lócán alszanak, de a földre is vetnek ágyat, többnyire szalmát.

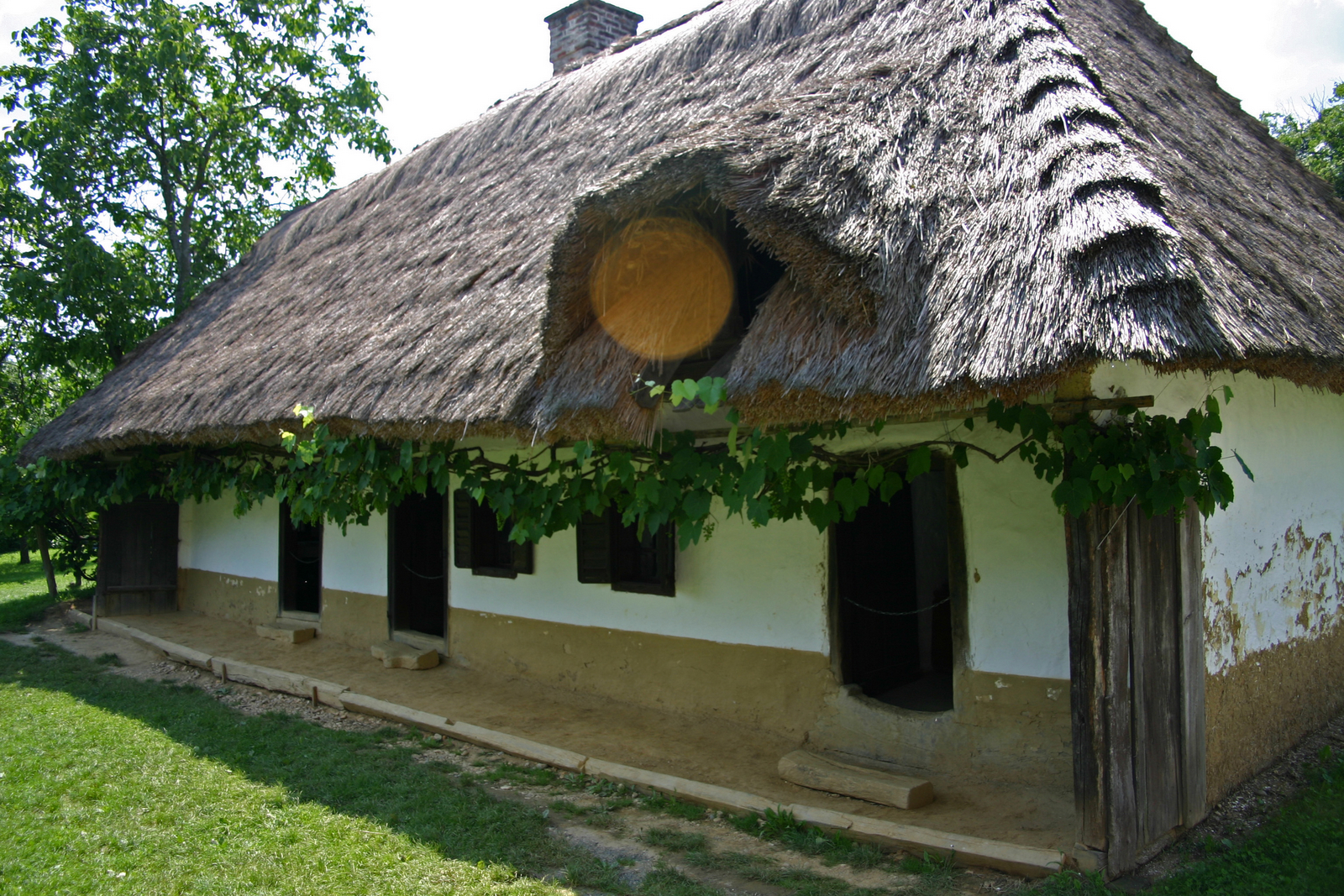
Földből épült ház a szalafői múzeumfaluban

Magyarországon a 15-16. század folyamán a kemence nyílásához egy, a lakáshelyiség tetőjét áttörő kürtőt építettek, amelyen át a füst a padlástérbe távozott, majd onnan a szalma- vagy zsindelytető hasadékain át a szabadba illant el. 
A 17. századtól a szabadkémény kezdett általánossá válni. A 17-18. század folyamán a házakhoz a cserépkályha kezdetleges formáival fűtött szobákat kezdtek építeni, ezzel a korábbi szobákból konyha lett. A ház már többnyire háromosztatúː konyha-szoba-kamra. Éjjelre a kamra is alvóhely volt, ajtaja pedig egyes helyeken az udvarra nyílt, toldaléképület voltát jelezve.
A 18. században a rakott sárfal szerepe háttérbe szorult, szerepét a vert fal és a vályogépítkezés vette át. A házhoz lassan gazdasági épületek sora kapcsolódottː
A kézi gabonacséplés korából származnak a hazánk nyugati felén pajtának, keleti felén csűrnek nevezett épületek. A rideg állattartás építményei voltak a szárnyékok, aklok, karámok, és a téli használatú tüzelős ólak. Az állattartás épületei az istállók (ló, tehén), hodályok (birka), ólak (sertés, baromfi), galambházak és méhesek.
A pásztorokat szolgálták a mezőn a kunyhók, a cserények, a vasalók.
A 18. századtól kimutatható az oldaltornác, esetleg az oromtornác is, és jellegzetes elemévé vált a magyar falu képének. Kezdetben faoszloppal készültek a tornácok és az oszlopokat gondosan megformálták, faragással díszítették. Később vályogból vagy kőből építették az oszlopokat.
19-20. század fordulóján a magyar parasztházak nagy része még földből épült, vályog- vagy vertfalú volt.

## Tájegységek

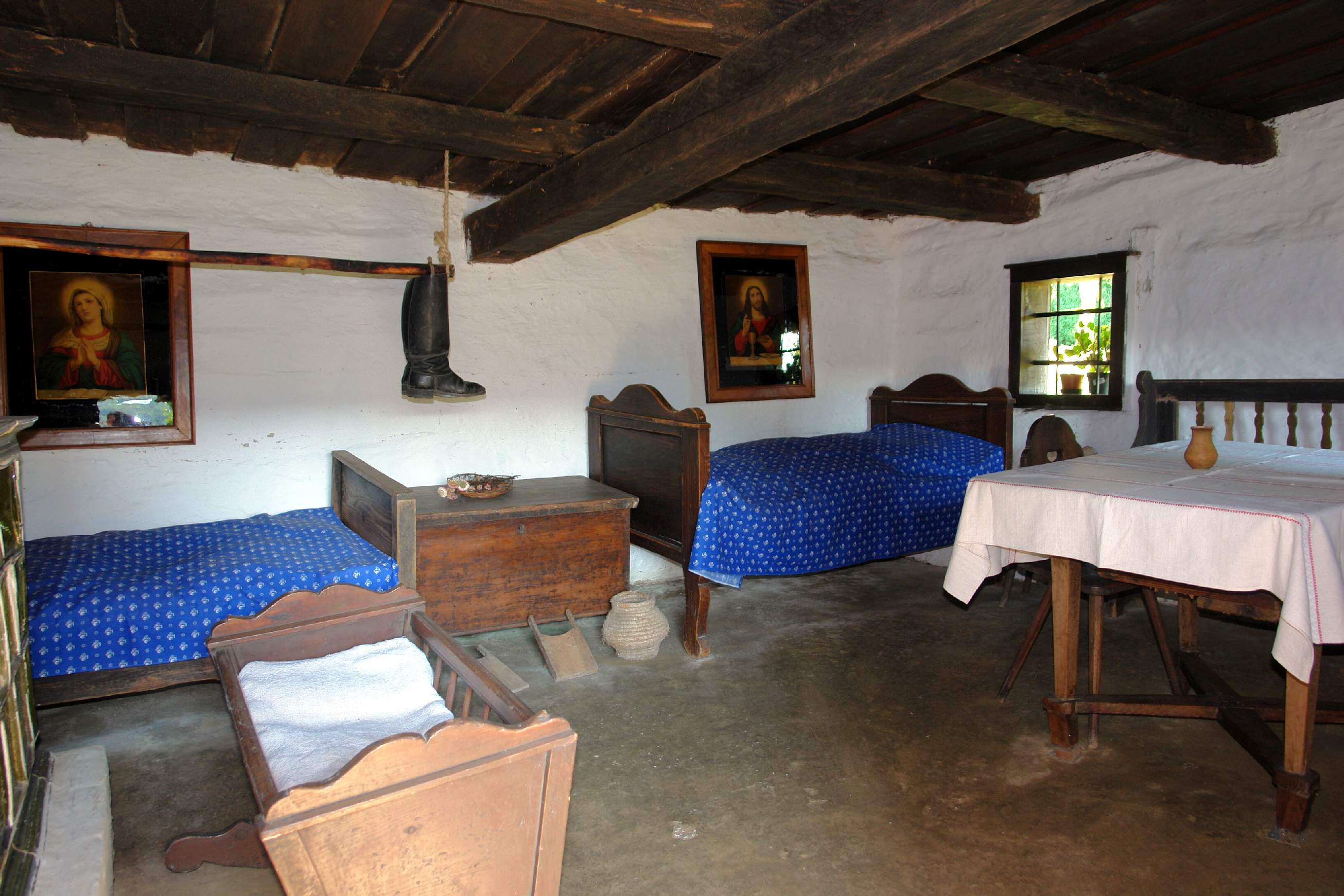
A 19. század közepén épült boronafalas ház belseje Zala vármegyében, Káváson

A népi építészet 18. századtól kialakult öt nagy tájegysége :
- Nyugat-Dunántúl
- Kisalföld
- Alföld
- Észak-Magyarország
- Erdély

### Nyugat-Dunántúl
A szomszédos osztrák területekhez hasonlóan itt is a faépítkezés a meghatározó. A lakóházak falait többnyire boronákból építették, az épületek tetőzetét pedig ollólábakra fektetett szelemenek hordták. Gyakoriak a csonkakontyos, kontyos tetőformák, amelyeket zsúppal fedtek be. A lakóház alaprajza egyenes, illetve gyakran L vagy U alakú. 

### Kisalföld
Vidéken erős polgári hatás érte a paraszti társadalmat, amely az építkezés városias jellegében is visszatükröződött. A földfalak mellett gyakori volt az égetett és szárított tégla alkalmazása. A lakóházak általános alaprajza: szoba-konyha-szoba-kamra, amelyhez gazdasági épületek sora kapcsolódhat. Az udvarok végét pajták zárták le.

### Alföld
Elterjedési területéhez tartozik az Alföld, a Dunántúl keleti fele, Észak-Magyarország síkvidékekkel szomszédos övezete és a Kisalföld keleti nyúlványa. Az építkezést a gazdag változatosságban alkalmazott földfalak jellemzik. A tetők rendszerint nyereg alakúak, szelemenes tetőszerkezetüket rövid vagy hosszú ágasok támasztják alá. A fedéshez leginkább nádat, némely területeken zsúpot, a mezővárosokban pedig többnyire cserepet használtak. A lakóház szoba-konyha-kamra alaprajzi elrendezésű, amelyhez hozzácsatlakozva vagy külön csatlakoznak a gazdasági épületek.

### Észak-Magyarország

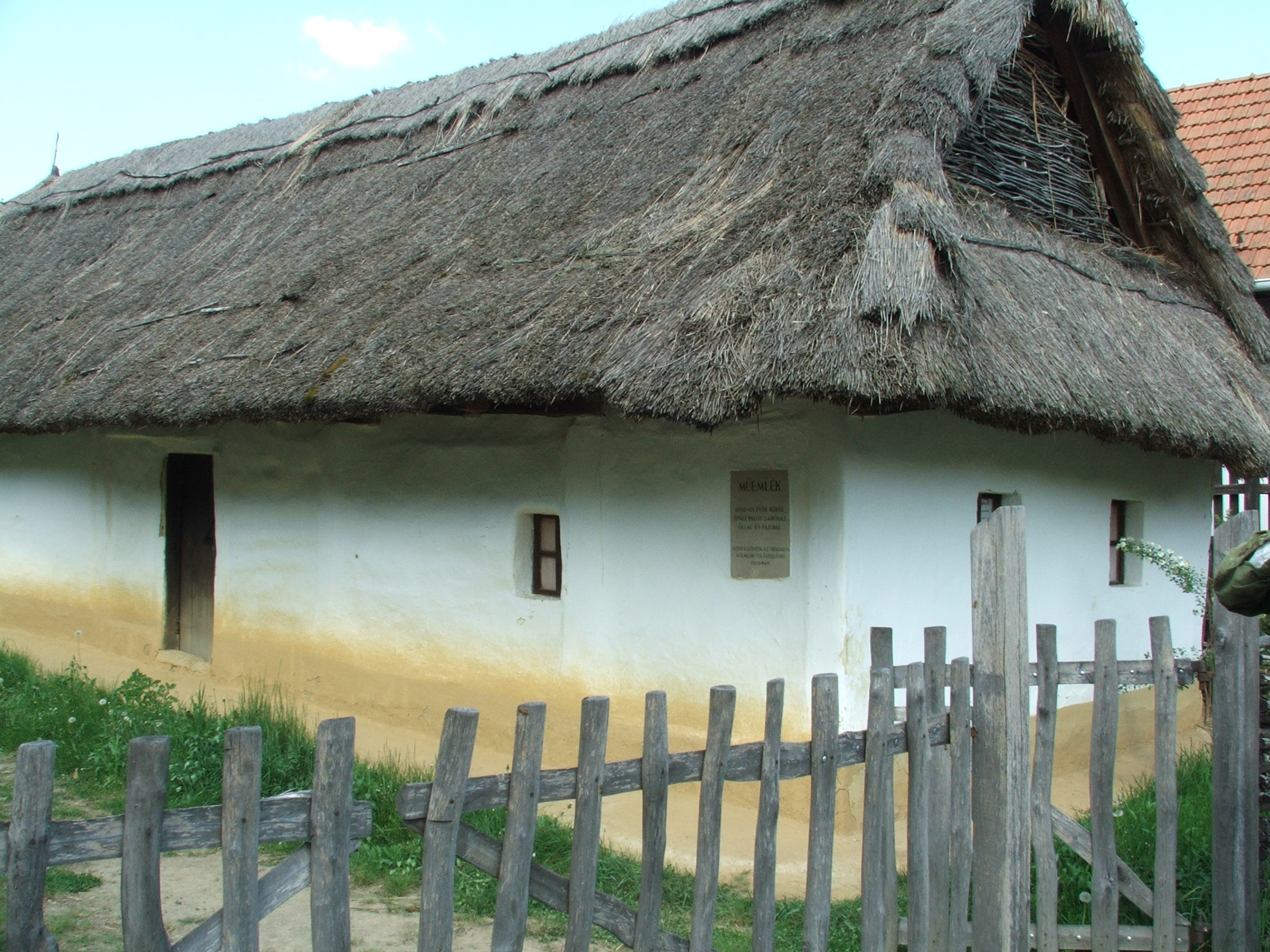
Parádi palóc lakóház

A történelmi Magyarország északi és északkeleti területein  épült lakóházak egy nagyobb kiterjedésű ÉK-európai típus nyúlványa, amelyet a 18. századtól fokozatosan visszaszorított az alföldi háztípus terjeszkedése. A területet a boronaépítkezés, illetve annak maradványai, egyes vidékeken a kő-, illetve délebbre a földfalak építése jellemezte. A tetőszerkezet a magyar nyelvterület határáig általában ágasos-szelemenes, ettől északra szarufás szerkezetű. A formáját tekintve az alföldi sávban egyszerű nyereg, ettől északabbra kontyolt, felső csúcsán jellegzetes háromszög alakú füstnyílással. A tetőt kettős, hármas kévékbe kötött zsúppal fedték, amelyet gyakran lépcsősen raktak fel. A módosabb gazdák viszont fenyőből hasított fazsindellyel fedték be a házaikat. 

### Erdély
Az erdélyi háztípus a történeti Erdély és a vele szomszédos Partium területén terjedt el. A hegyvidékeken és a kelet-erdélyi területeken a boronafalas építkezés volt az uralkodó. A tetőzetben a szarufás tetőszerkezet az uralkodó típus. Ennek alapformája a két szarufából és egy vízszintes gerendából ácsolt háromszög, amelyet felül egy rövid vízszintes gerenda, a kakasülő erősít meg. Az ágasfás-szelemenes tetőszerkezet nagyon ritka. A házak alaprajza változatos képet mutat.

## A falazat

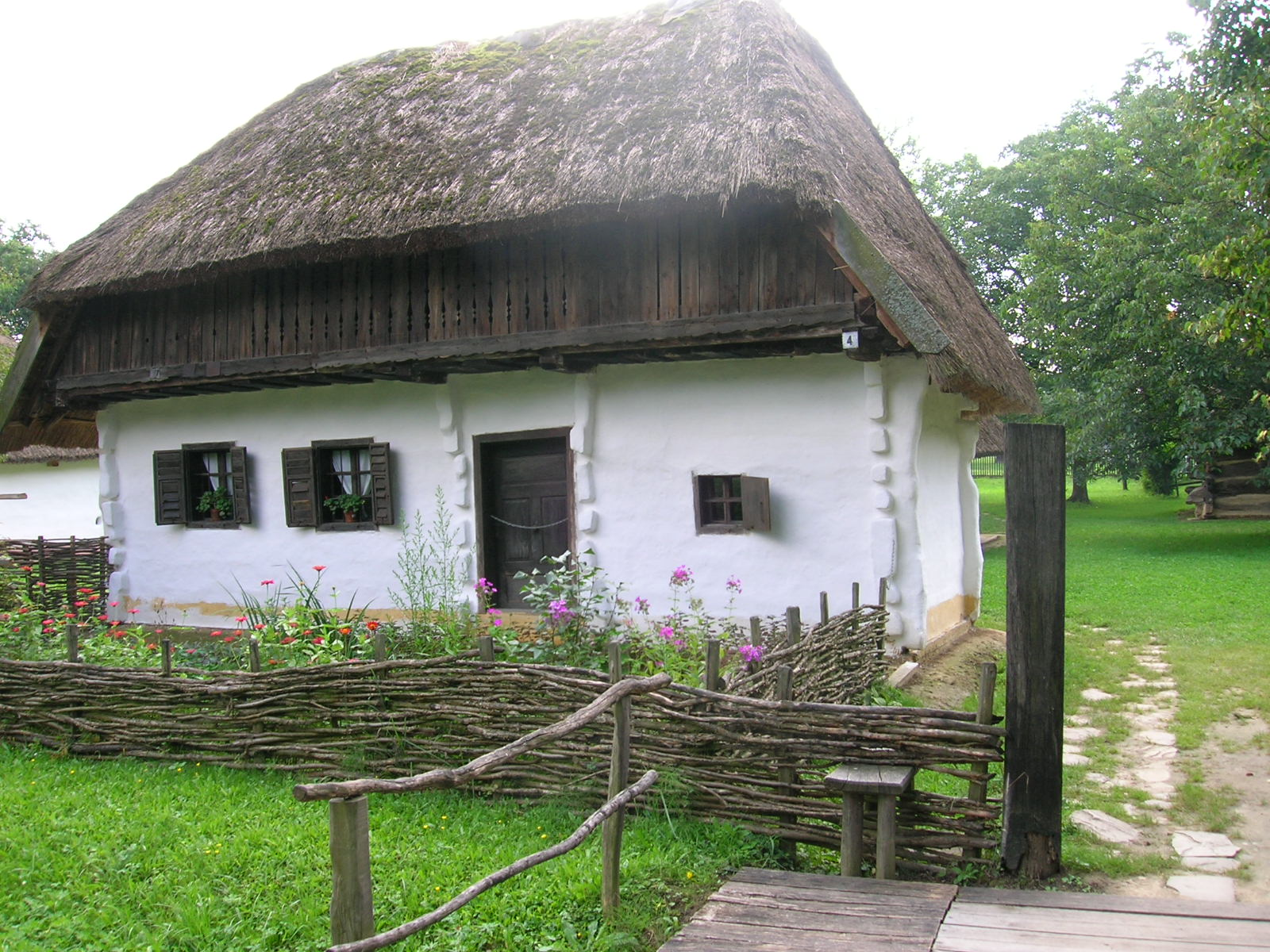
Deszkaoromzatos parasztház a göcseji falumúzeumban

- Földház – vert-, rakott, döngölt vagy vályogépítésű ház. Mivel a föld széles körben elérhető anyag, az építőiparban az őskor óta használják. Kombinálható más anyagokkal is.
- Veremház –  A földfelszín alá süllyesztett épület, melynek falazata egyáltalán nem volt vagy csak nagyon alacsony. Az Árpád-kor alföldi népi építészetének jellegzetessége volt.
- Kőház – A kőfalú házak különböző formái kőben gazdag vidékeken, főleg hegyvidékeken terjedtek el. Mivel anyagát nehéz szállítani, csak ott használták, ahol a közelben könnyen megmunkálható követ találtak.
- Téglaház – A helyszínen égetett tégla használata már az ókori civilizációkban ismert, a magyar népi építészetben viszonylag későn jelent meg, általánosságban csak a 20. században terjedt el.
- Rönk- vagy gerendaház egymásra vízszintesen rakott farönkökből épül fel. Az erdőkben gazdag régióban volt gyakoribb, főleg ahol az egyenes és magas tűlevelű fák, például a fenyő könnyen elérhető.

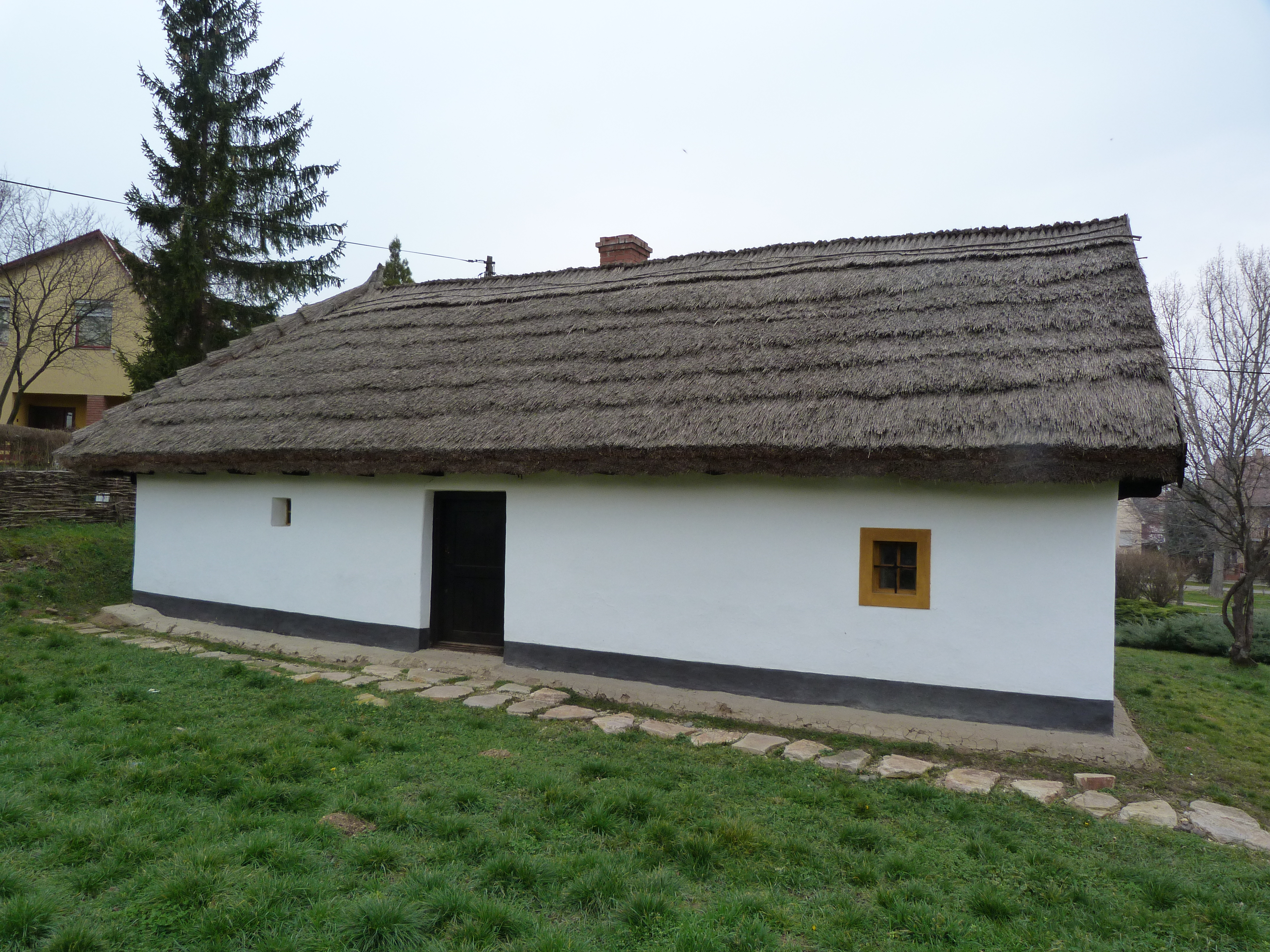
Észak-magyarországi 19. századi palócok lakta zsellérház. Falazata fonott sövényből (vert fal) és vályogból készült. Tetőzete zsúppal, nyeregtetős.

### Földből
- - Rakott sárfalú ház – Az agyagos földet pelyvával, szalmatörekkel, vagy más növényi darabokkal és vízzel összekeverték és állatokkal megtapostatták. Majd ebből a sáros földből húzták fel a falat. Időnként az ablakokat utólag vágták ki a már kiszáradt, elkészült falból.[15] Mivel a friss sár még nem eléggé szilárd, lefelé vastagodik. Erről is ismerhető fel.[14]
  - Vert falú ház – Agyagos földet (egyes helyeken növényi anyagokkal keverve) nedvesen két vízszintes palló (deszka) közé raktak, majd keményre döngölték. Míg víz nem éri, a legszilárdabb földből készült fal.[14]
  - Vályogház – Anyaga: agyagos talaj, gabonatörek, pelyva, esetleg állati ürülék.[1] A magyar népi építészetben széleskörű elterjedése csak a 19. századtól datálható.[16]
  - Gyeptéglafalú ház (hantház) – A gyeptéglákat a füves felükkel lefelé fordítva, téglakötésben, vagy srégan az oldalukra fordítva, kötőanyag nélkül rakták egymásra. Inkább ott épültek ahol ahol más építőanyagok nem álltak rendelkezésre; bár a szegénység miatt is.

#### Sárépítkezés
Míg a nád- és sövényépítkezés a nád-, fűzfa- és nyírfatermő, vízjárta helyeken általános volt, addig az árvizeknek ki nem kitett vidéken a sárépítkezés fejlődött ki. A sárépítkezés nemcsak az említett építőanyagok hiánya miatt kapott lábra, hanem hogy ezen vidékeken nem kellett tartani az árvíztől. A sárháznak legnagyobb ellensége az árvíz volt, míg az új sövényház árvízkor, – mint mondták, – még ki is hajtott, nemhogy összedőlt volna.
Az Alföldön a 20. századig a sárépítkezésnek három fő módját találjuk, ez a fecskerakás, a  vert- vagy döngöltfal és a vályogfal. Ezek közül a fecskerakás a legrégibb.

#### Fecskerakás
Az emberek megfigyelték, hogy a fecske hogyan építi az ő kis hajlékát sárból, apró szalmával biztosítva az agyag összetartását, így leste el a szegény föld népe az ő háza alkotásának művészetét, ez lett az úgynevezett fecskerakás. Boronafából először összeállították szilárdan a földbe erősítve a  ház vázát, amelyet a karók irányítottak, kihagyva az ajtók és ablakok nyílásait. Azután a kalákába (segítőbe) jött szomszédsággal anyagépítő ’bányát’ csináltak, vagyis köralakban nagyméretű sárgyártó szérűt állítottak fel, amelyet aztán behintettek apró szalmával vagyis polyvával. Ezt megtapostatták a lovakkal és az egész család apraja-nagyjával mindaddig, míg az ragadós péppé nem vált. Ebből készült a ház falazata. Ezt aztán villával és lapáttal a házbordázat mentén rakták egymásra; majd gereblyével simára húzogatták, s közben ülepedni engedték, a kiszárítást pedig az úristen napjára bízták. Végül finom péppé gyúrt sárral még egyszer bevonták, s mikor az is megszikkadt, az asszonynép bemeszelte. Ez az ősi építkezés a Csallóközben, a Nyírségben és a Tisza mentén még a 20. század elején is szokásban volt.

#### Vert fal
A vert fal úgy készült, hogy a ház alapja fölé szalmával, törekkel kevert vizes földet raknak, ezt a földet egymástól fal vastagságnyira levő két deszka tartja össze, a deszkákat pedig két leásott gerendapár fogja össze, hogy töméskor szét ne csússzanak. Mikor a falat megtömték, a deszkákat feljebb húzzák, ismét földet raknak közé, s ledöngölik. Ez így megy mindaddig, míg a fal készen nincs.
Nagyvárad vidékéről említették, hogy a sárfalnak olyan fajtája divatozott, hogy a vert föld közé rőzsét tettek , s így tömítették le a falat. Amint mondták, az ilyen fal rendkívül erős.

### Fából és növényi anyagból

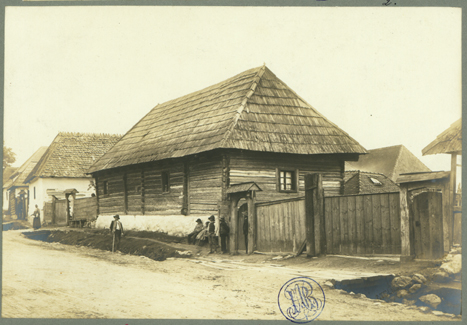
Erdélyi rönkház, 1950, Bikszád

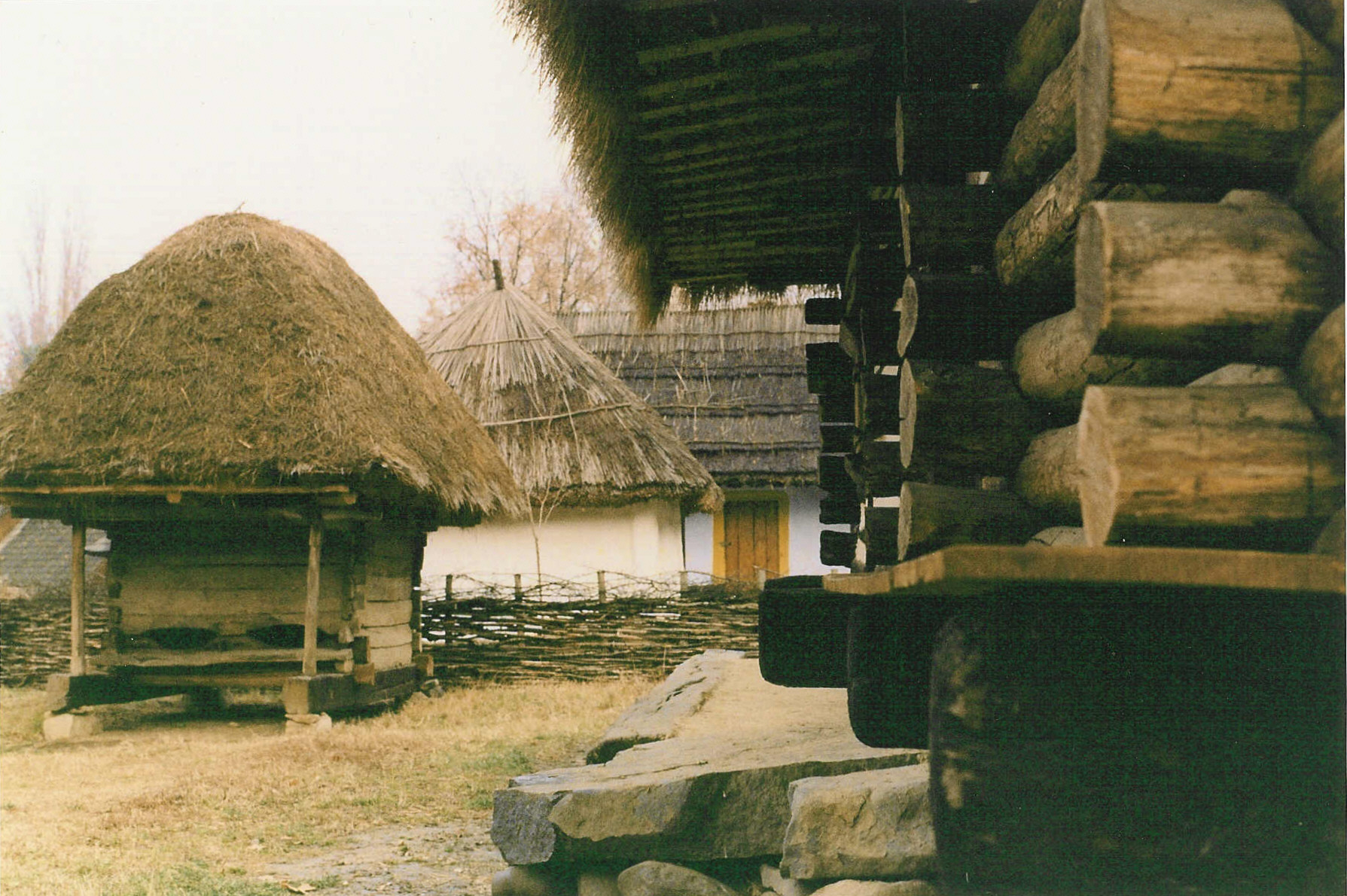
Egy rönkház közelről

Építőanyagai: nád, sövény vagy rőzse, fagerenda, deszka
- - Boronafalú (rönk)ház – A magasabb hegyvidékek fenyőerdős vidékeinek jellegzetes építészete.[14] A Kárpát-medencében – főleg Erdélyben és a Felvidéken – a 20. századig volt általános. A fal hosszában gerendákat, (bárdolt vagy bárdolatlan) fatörzseket fektettek egymásra, a sarkoknál lapolással vagy csapolással összeépítve. A réseket agyag vagy moha tömítette, belső falfelület többnyire vakolt volt.[21]
  - Zsilipelt deszkafalú ház – Az oszlopok oldalába függőleges hornyokat véstek, s ezekbe vízszintes helyzetű deszkákat vagy pallókat rögzített
  - Sövényfalú ház – A falazatot sövényből elkészítették vagy karókra font gallyakkal befonták, majd mindkét oldalon sárral betapasztották.[14]
  - Nádfalú ház – Általában kívül-belül vályogsárral tapasztották be.[1]

#### Sövényépítkezés
1700-ban Komádiban a nádtemplom helyébe sövénytemplomot építettek. Nagyrábéról is azt jegyezték fel: „A régi paticsból épült  templom, melyekhez a hívek 1783-ban fatornyot készítettek, a lelkészlak kertjében volt", helyette újat 1809-ben építettek.” 
A sövényházakra érdekes adatokat nyújt a hajdúsági települések 1517-iki összeírása. Vámospércsről azt írják, hogy a házak sövényből készülnek, iszappal vannak betapasztva és szalmatetővel ellátva, s csekély értékűek. Böszörményről pedig azt, hogy ott is hasonlóképpen sövényből és nádból vannak építve a házak. A 17. század legvégén Debrecen jellemzésében ezt írják: „Az építkezések e korszakban nagyobbára a szegényebb sorsúak részére földbe ásott kunyhó-lakok formájára készültek.”
Szabolcs megyében is a sövényépítkezés divatozott, erre pedig az itt termő nyirvessző kitűnő anyag volt. Az 1715-iki összeírása Nagykállóról azt mondja, hogy kőház nincs egy sem, hanem mind sövényből és nádból van építve és jóformán semmi értékük nincs.
Legjobban megmaradt a sövényépítkezés a Tisza vidékén, mert fűzfa itt még később is elég bőven terem. A kerítés még a 20. század elején is általánosan sövényből volt, valamint a melléképületek egy része is, a sövényház pedig nem volt ritka. Tiszafüreden a 20. század elején még lehetett olyan istállót látni, melynek fala olyan szép fonással készült, mint a kas fonása, és még csak be sem volt tapasztva.
A sövényfal legközönségesebb formája a paticsfal, ezt szintén vesszőből fonják olyformán, hogy függőleges karók közé, vízszintesen vastagabb vesszőket fonnak, s ha a fal készen van, mind a két oldalát vastagon beverik sárral. A paticsház Nógrád-Gömör megyétől kelet felé, egész Szatmár-Szilágy megyéig jellemző volt, emlékei a 20. századig az Alföld nagy részén megvoltak.

#### Nádfalú építkezés
Egyes vizenyős régiókban az épületek nádból készültek; a lakóháztól a tyúkólon át a templomig csaknem minden épület nádból épült. Karcagon a templom megépítése előtt kerek nádkarámban, a szabad ég alatt tartották az istentiszteletet.
Karcag vidékén a nádfalazás a 19. században a következőképp divatozott. A sarkokhoz állított gerendákhoz léceket szegeztek, a lécekhez pedig nádszálakat fűztek, hármasával-hatosával gyékénnyel. Ezután pelyvás sárral mindkét oldalon beverték úgy, hogy a nádpamatocskák közt a kötés következtében támadt résen át a külső és belső sárréteg összeragadt. Mikor a sárréteg megszáradt, ismét beverték sárral és ezt az eljárást mindaddig ismételték, míg a fal kellő vastagságúra nem nőtt, s az utolsó sárréteget szépen elsimították. Ez az építkezés a tanyákon maradt meg legtovább. A ház oromfala is ilyenformán készült. A két végső fedélfára lécet szegeztek és erre gyékénnyel nádat kötöttek és sárral beverték, de csak egy sorral. Mivel padlás nem volt, belül a tetőt is megtapasztották. A falakon a nádhurkák tapasztás után is meglátszottak, habár ezeket vékonyabban kenték be sárral.
A nádház 100—120 évig is kitartott, de a 20. század elején már igen kevés volt. Ekkor az Alföldön a legtöbbet talán Mezőtúron lehetett találni, de voltak még Nagybajom, Bihartorda, Tiszakécske (Ókécske), Túrkeve, Kisújszállás, Karcag, Nádudvar, Püspökladány, Nagyrábé, Dancsháza, Komádi településein is.

## Tetőzet

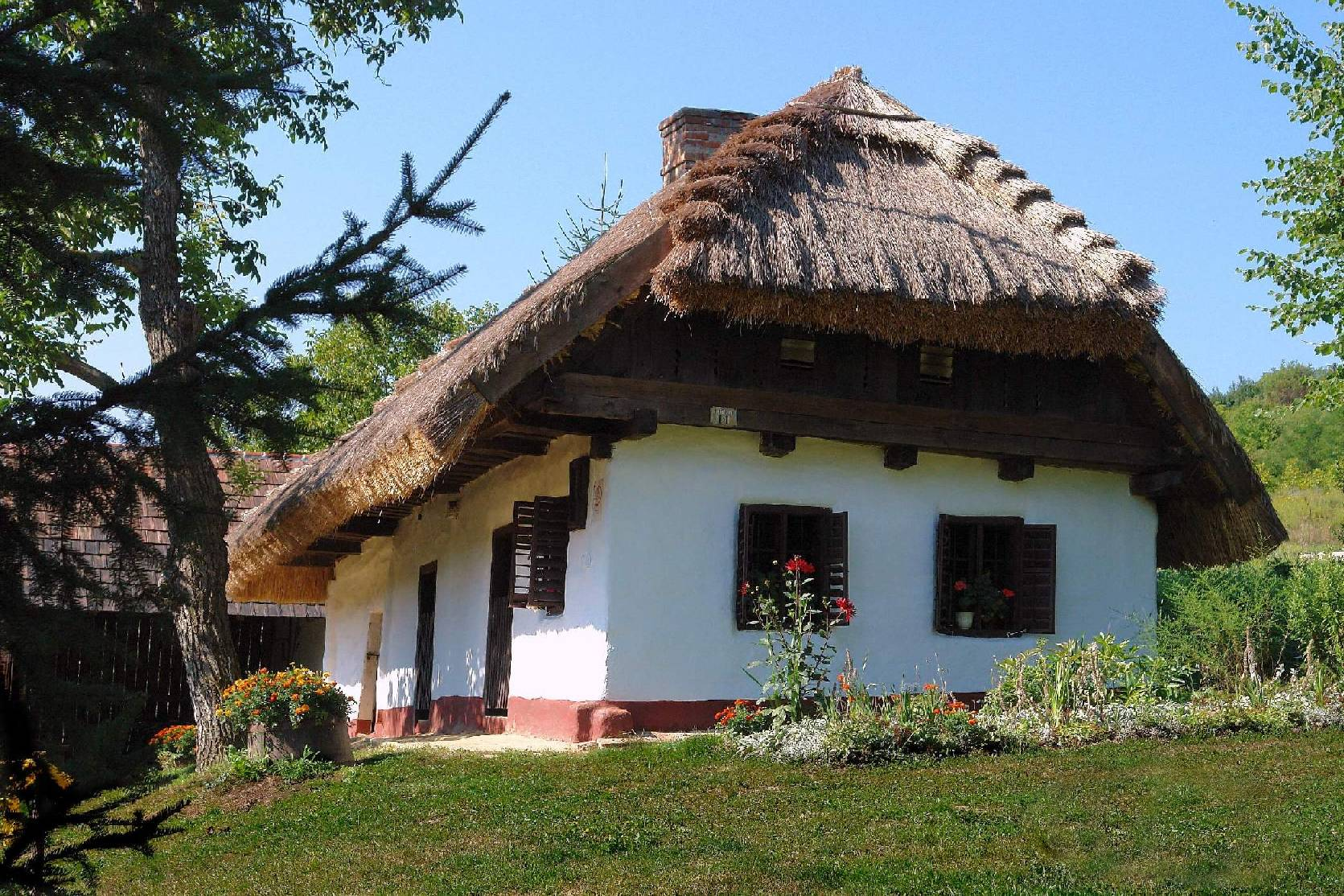
Zsúpfedeles, kontytetős ház

### Formájuk szerint
Oromzatos, kontyolt, csonkakontyos, füstlikas nyeregtetők.

### Tartószerkezetük szerint
Tartószerkezetük szerint ágasfás-szelemenes, ahol az épület végein – esetleg közben is – földbe ásott nagy ágasfák tartják a tető gerincét képző szelement (vízszintes gerendát).
Az ollós-ágasos tetőszerkezetnél néhány A-formájú szerkezet tartja a csúcsán lévő ollóban a gerinc-szelement,a vízszintes merevítőfáknál pedig az oldal-szelement.
A szelemeneket felfalazott oromfalak esetén a falakra is támaszthatják. A szelemenekre támaszkodnak a szarufák, a szarufákra pedig a lécek. Utóbbiak tartják a héjazatot.

### Anyaguk szerint
A tetők anyaguk szerint (héjalás): többnyire zsúp, nád, káka, gyékény, szalma, fazsindely, viszonylag későn pedig a cserépfedés (→ kerámia).

### Tájegységek szerint
- A régi magyar hajdúknál (Hajdúság), a Csallóközben kontyos építkezés jellemző [19]
- A régi palóc építkezés, visszafejlődő, emelkedő konttyal. (Heves, Borsod, Gömör, Nógrád megyékben, továbbá a régi Nyírségben és a Balaton mentén.)[19]
- A zalai, felső Tiszaháton félkontyos építkezés [19]
- A felső Duna menti, vértesalji kiskontyos építkezés (Csokonai Lillájának dunaalmási háza e típusnak mondható.)[19]
- A jász-kunok építkezése, ahol a kontyra már csak léckötés emlékeztet, vagy valamelyes tagozat. Ugyanilyen a jászkunokhoz aratásra lejáró matyók ott eltanult, 20. század eleji matyó-háza.[19]

## Fogalmak
A népi építészetben gyakran használt fogalmak:
- Ágasfás-szelemenes tető: lásd a cikkben → tető
- Boronafal: lásd a cikkben → A falak építőanyaga
- Csonkakontyos tető: A nyeregtető végének a homlokzat felső harmadáig vagy közepéig előre lejtő tetősíkja.
- Füstöskonyha: A tüzelőberendezés füstje szabadon keringett a konyhában; innen kapta a helyiség a nevét
- Kontyos tető: A nyeregtetős ház egyik vagy mindkét végén ferde tetősík zárja le az épületet
- Nyeregtető: Két azonos, esetleg eltérő hajlású, összemetsződő tetősík.
- Szabadkémény: A tűzhely felett, a konyha fölé épített, közvetlen a szabadba vezetett füstelvezető
- Szelemen: A tető gerincén végighúzódó, a tető tömegét tartó, alátámasztott gerenda.
- Talpasház: A ház alapját a földre fektetett nagyméretű gerendák jelentik. Talpgerendának többnyire nagy méretű, vastag törzsű fákat alkalmaztak.
- Tornác: A lakóház homlokzata előtt húzódó, oszlopokkal vagy boltívekkel alátámasztott, fedett folyosó, amely munkavégzésre és tárolásra egyaránt alkalmas volt
- Vertfal: lásd a cikkben → A falak építőanyaga
- Zsúptető: Csomókba kötött rozsszalma tetőfedés (héjazat)

## Bővebb információ
- Magyar Néprajzi Lexikon: Magyar népi építkezés
- Népi építkezés
- A magyar ház fejlődése (Lyka Károly: Művészet, 1902)
- Makóː Település, építkezés, berendezés